# Balatoni viharjelző szolgálat
A balatoni viharjelző szolgálat az Országos Meteorológiai Szolgálat (OMSZ) vihar-előrejelző és viharjelző rendszere a Balatonon. A szolgálat központja az OMSZ 1956-ban épült Siófoki Viharjelző Obszervatóriumában működik. A viharhelyzetről való tájékoztatást a tó partja mentén elhelyezett 31 stabil és további 16 mobil fényjelző lámpaegységből álló hálózat is segíti. A viharjelző szolgálat minden év április elseje és október harmincegyedike között üzemel. Tevékenységére a jogszabályi felhatalmazást a többször módosított 46/2001. (XII. 27.) BM rendelet adja.

## Története
1934. július 8-án dr. Hille Alfréd repülő ezredes, meteorológus kezdeményezésére kormányzati döntés alapján indult meg a balatoni viharjelzés.  Kezdetben 15 riasztóállomásból állt a rendszer. A  vihar közeledtét viharágyúkkal és árbócokra felhúzható piros színű viharjelző kosarakkal jelezték. A szolgálatot a Magyar Vöröskereszt Egylet Önkéntes Motoros Testületének balatoni osztálya alakította meg Siófokon mint „vízből mentő szolgálat”-ot. Zách Alfrédnak, az Országos Meteorológiai Intézet igazgatóhelyettesének ötlete alapján kezdődött el a viharjelzés a második világháborút követően, amely  1951. június 30-án indult újra, és május 15-től szeptember 15-ig működött a nyaralóidényben. Erős szélre sárga, viharveszélyre piros jelzőrakéták figyelmeztették a vitorlásokat és a fürdőzőket. Ez a megoldás egészen az 1980-as évek közepéig működött. 1988-tól távvezérelt fényjelző berendezések rendszere váltotta fel a rakétázást. 2000 óta a Velencei-tó, a Tisza-tó és a Fertő-tó viharjelző rendszerével együtt a Országos Katasztrófavédelmi Főigazgatóság üzemelteti. 2012 óta a Balatont a viharjelzések kiadásának szempontjából 3 medencére osztották, így csak a viharhoz valóban közeli területeken kell időlegesen korlátozni a vízen tartózkodást.

## Viharjelzési fokozatok
A többször módosított 46/2001. (XII. 27) BM rendelet alapján a Balatonon  április 1-jétől október 31-ig vihar-előrejelző és viharjelző szolgálat működik.
- Alapfok – ha a jelzőrendszer alapon van, akkor a legerősebb széllökések a következő órákban várhatóan nem haladják meg az erős, 40 km/h sebességet. Nincs  jelzés a viharjelző berendezéseken.

- Elsőfokú viharjelzés – esetén a szél várhatóan erősebb lesz, mint 40 km/h, azonban nem haladja meg a 60 km/h sebességet; a viharjelző berendezés lámpái percenként 45-ször sárga villogó fénnyel villannak fel.

- Másodfokú viharjelzés – esetén már viharos – 60 km/h-t meghaladó – szél várható; a viharjelző berendezés lámpái percenként 90-szer sárga villogó fénnyel villannak fel.[12]